# 청량답순종심요법문 목판
청량답순종심요법문 목판(淸凉答順宗心要法門 木板)은 전라남도 순천시 송광사에 있는 조선시대의 목판이다. 2016년 9월 1일 대한민국의 보물 제1913호로 지정되었다.

## 개요
송광사에 소장된 ‘『청량답순종심요법문』 목판’은 모두 2매로 본문인 제1∼4장은 2매의 목판, 나머지 제5장 및 간기는 『종경촬요』의 끝부분에 판각되어 있다. 이같은 사례는 『종경촬요』 목판을 판각한 전문가들이 동일한 시기에 작업한 결과 때문으로 판단된다. 간행기록은 『종경촬요』 목판에 남아 있는데, “嘉靖十年辛卯(1531)季春全羅道順天府土曺溪山松廣寺開刊”과 같이 중종 26년(1531) 3월에 송광사에서 간행한 사실을 알 수 있다. 각수와 연판을 담당한 기술자는 『종경촬요』에 참여한 인물과 동일하다. 이 목판은 비록 수량은 적으나, 1531년에 송광사에서 간행된 이후 계속 송광사에 완전하게 전하는 목판으로서 중요한 자료로 판단된다. 보물로 지정하여 원천자료를 보존할 가치가 있다고 판단된다.

## 같이 보기
- 청량답순종심요법문

## 참고 자료
- 청량답순종심요법문 목판 - 국가유산청 국가유산포털